# WWE Fastlane
WWE Fastlane – cykl corocznych gal profesjonalnego wrestlingu produkowanych w lutym lub marcu przez federację WWE i nadawanych na żywo w systemie pay-per-view oraz na WWE Network. Cykl został wprowadzony w 2015 zastępując Elimination Chamber, które zostało przesunięte z lutego na maj w kalendarzu gal pay-per-view WWE. Nazwa odnosi się do „drogi do WrestleManii”, ponieważ jest ostatnią większą galą przed owym wydarzeniem. Po przywróceniu podziału federacji na brandy w 2016, przyszłorocznę galę przypisano brandowi Raw. Rok później zorganizowano galę dla zawodników brandu SmackDown.

## Lista gal
|  | Gala brandu Raw |  | Gala brandu SmackDown |

| Gala                                | Lokalizacja             | Arena                     | Walka wieczoru |
| ----------------------------------- | ----------------------- | ------------------------- | --- |
| Fastlane (2015) 22 lutego 2015      | Memphis, Tennessee      | FedExForum                | Roman Reigns vs. Daniel Bryan Singles match wyłaniający pretendenta do WWE World Heavyweight Championship na WrestleManii 31                        |
| Fastlane (2016) 21 lutego 2016      | Saint Louis, Missouri   | Scottrade Center          | Dean Ambrose vs. Roman Reigns vs. Brock Lesnar Triple Threat match wyłaniający pretendenta do WWE World Heavyweight Championship na WrestleManii 32 |
| Fastlane (2017) 5 marca 2017        | Milwaukee, Wisconsin    | BMO Harris Bradley Center | Kevin Owens (c) vs. Goldberg Singles match o WWE Universal Championship                                                                             |
| Fastlane (2018) 11 marca 2018       | Columbus, Ohio          | Nationwide Arena          | AJ Styles (c) vs. Kevin Owens vs. Sami Zayn vs. Baron Corbin vs. Dolph Ziggler vs. John Cena Six-Pack Challenge o WWE Championship                  |
| Fastlane (2019) 10 marca 2019       | Cleveland, Ohio         | Quicken Loans Arena       | The Shield (Dean Ambrose, Seth Rollins i Roman Reigns) vs. Baron Corbin, Bobby Lashley i Drew McIntyre Six-man tag team match                       |
| Fastlane (2021) 21 marca 2021       | St. Petersburg, Floryda | Tropicana Field           | Roman Reigns (c) vs. Daniel Bryan Singles match o WWE Universal Championship                                                                        |
| Fastlane (2023) 7 października 2023 | Gainbridge Fieldhouse   | Indianapolis, Indiana     | Seth „Freakin” Rollins (c) vs. Shinsuke Nakamura Last Man Standing match o World Heavyweight Championship                                           |

## Wyniki gal

### 2015
Fastlane (2015) – gala wrestlingu wyprodukowana przez federację WWE. Odbyła się 22 lutego 2015 w FedExForum w Memphis w stanie Tennessee. Emisja była przeprowadzana na żywo za pośrednictwem WWE Network oraz w systemie pay-per-view. Była to pierwsza gala w chronologii cyklu Fastlane, który to zastąpił Elimination Chamber.
Podczas gali odbyło się siedem pojedynków. W walce wieczoru Roman Reigns pokonał Daniela Bryana i pozostał pretendentem do walki z Brockiem Lesnarem o WWE World Heavyweight Championship na WrestleManii 31. Prócz tego, Triple H skonfrontował się "twarzą w twarz" w ringu ze Stingiem, ustanawiając ich walkę na WrestleManii. Wyłączając ilość wykupień WWE Network, galę w systemie pay-per-view wykupiono 46 000 razy.
| Nr                                 | Wyniki | Stypulacje                                                                                     | Czas  |
| ---------------------------------- | --- | ---------------------------------------------------------------------------------------------- | ----- |
| 1                                  | The Authority (Seth Rollins, Big Show i Kane) (z Jamiem Noblem i Joeyem Mercurym) pokonali Dolpha Zigglera, Ericka Rowana i Rybacka | Six-man tag team match                                                                         | 13:01 |
| 2                                  | Goldust pokonał Stardusta | Singles match                                                                                  | 8:55  |
| 3                                  | Tyson Kidd i Cesaro (z Natalyą) pokonali The Usos (Jimmy’ego i Jeya Uso) (c) (z Naomi)                                              | Tag team match o WWE Tag Team Championship                                                     | 9:33  |
| 4                                  | Nikki Bella (c) (z Brie Bellą) pokonała Paige                                                                                       | Singles match o WWE Divas Championship                                                         | 5:34  |
| 5                                  | Bad News Barrett (c) pokonał Deana Ambrose'a przez dyskwalifikację                                                                  | Singles match o WWE Intercontinental Championship                                              | 7:58  |
| 6                                  | Rusev (c) (z Laną) pokonał Johna Cenę poprzez techniczne poddanie                                                                   | Singles match o WWE United States Championship                                                 | 18:42 |
| 7                                  | Roman Reigns pokonał Daniela Bryana                                                                                                 | Singles match wyłaniający pretendenta do WWE World Heavyweight Championship na WrestleManii 31 | 20:10 |
| (c) – mistrz/mistrzyni przed walką | |                                                                                                |       |